# 시내버스 여행
시내버스 여행은 버스 동호인이 시내버스를 통하여 여행을 하는 것을 가르키는 단어이다. 시내버스 여행기라고 불리기도 한다.

## 시내버스 여행의 특징
시내버스 여행은 대중교통 중에서 오직 시내버스만을 이용하여 하는 여행을 가르키는 단어로 버스 동호인들이 주로 많이 하는 여행이다. 시내버스 여행은 주로 장거리 여행을 하는 경우가 많으며 일정 지역에서 일정 지역간을 이동할 때는 그지역의 시내버스를 환승해서 이동한다. 대한민국에서의 시내버스 여행은 주로 서울 ↔ 부산간의 경우가 많으며 이외에 서울 ↔ 강릉이나 서울 ↔ 목포, 서울 ↔ 여수 등이 있다. 버스 동호인들이 시내버스 여행을 마치면 이것을 다음과 네이버와 같은 포털 사이트들이 운영하는 블로그나 카페에 올리기도 한다. 또한 시내버스 여행이라고 하지만 시내버스 외에 농어촌버스나 마을버스를 이용해도 시내버스 여행에 포함이 된다.

## 같이 보기
- 버스 동호인
- 시내버스